# Petre Grigoraș
Petre Grigoraș (n. 15 noiembrie 1964, Poduri, România) este un antrenor român de fotbal și fost fotbalist.
La sfârșitul anului 2005 s-a înțeles verbal cu FC Brașov, dar a revenit asupra deciziei sale. Între 2006 și 2009 a pregătit-o pe Oțelul Galați cu care a participat în Cupa UEFA în sezonul 2007-2008.
În prezent,acesta este antrenorul echipei  Axiopolis Cernavodă.

## Palmares

### Jucător
PFC Levski Sofia
- A PFG: 1993-1994

### Antrenor
Farul Constanța
- Finala Cupei României: 2004-2005

Oțelul Galați
- Cupa UEFA Intertoto: 2007

Pandurii Târgu Jiu
- Vicecampionii Ligii I: 2012-2013